# Schlossberg (Ralswiek)
Der Schlossberg bei Ralswiek im Amt Bergen auf Rügen, Landkreis Vorpommern-Rügen ist ein etwa 24 m ü. NHN hoher Hügel der Schwarzen Berge, an dessen Steilhang die Reste einer ehemaligen, wahrscheinlich bronzezeitlichen Verteidigungsanlage liegen.

## Lage und Beschreibung
Der Schlossberg liegt etwa 3 km nordöstlich von Ralswiek, am nordöstlichen Ende der ehemaligen Endmoräne, die den Großen vom Kleinen Jasmunder Bodden trennt. Am etwa 24 Meter hohen Steilabfall, auf dem Rücken der Endmoräne, zieht sich die Wallaufschüttung bogenförmig über eine Fläche von 200 × 100 Meter. Die Innenseite des Walls umschließt so einen Innenraum von etwa 1,4 Hektar. Das Haupttor befindet sich im Süden der Anlage in Richtung der heute sumpfigen Senke, die als ehemaliger Süßwasserspeicher diente. Schräg von Südwesten nach Nordosten ansteigend, führt eine muldenförmige Vertiefung von der Senke hangaufwärts zum Tor, in der wahrscheinlich der ursprüngliche Zugangsweg verlief. Westlich des Zugangsweges verläuft eine wallartige Erhebung hinab zu Niederung. Das zwischen Hangwall und Senke eingeschlossene Gelände wäre so vor der Burg ein ausgedehntes und geschütztes Siedlungs- oder Zufluchtsareal gewesen. Ein zweites, kleineres Tor befindet sich im Westteil des Burgwalles, das den Zugang zur höher gelegenen Moränenlandschaft bildete. Zwischen diesen beiden Toren befindet sich schließlich ein dritter Zugang, auf dem der heutige Weg zum Schlossberg verläuft. Er ist wahrscheinlich neuer Entstehung und zur wirtschaftlichen Nutzung angelegt worden. Das Gebiet ist heute mit einem teilweise dichten Lärchenbestand bewachsen.

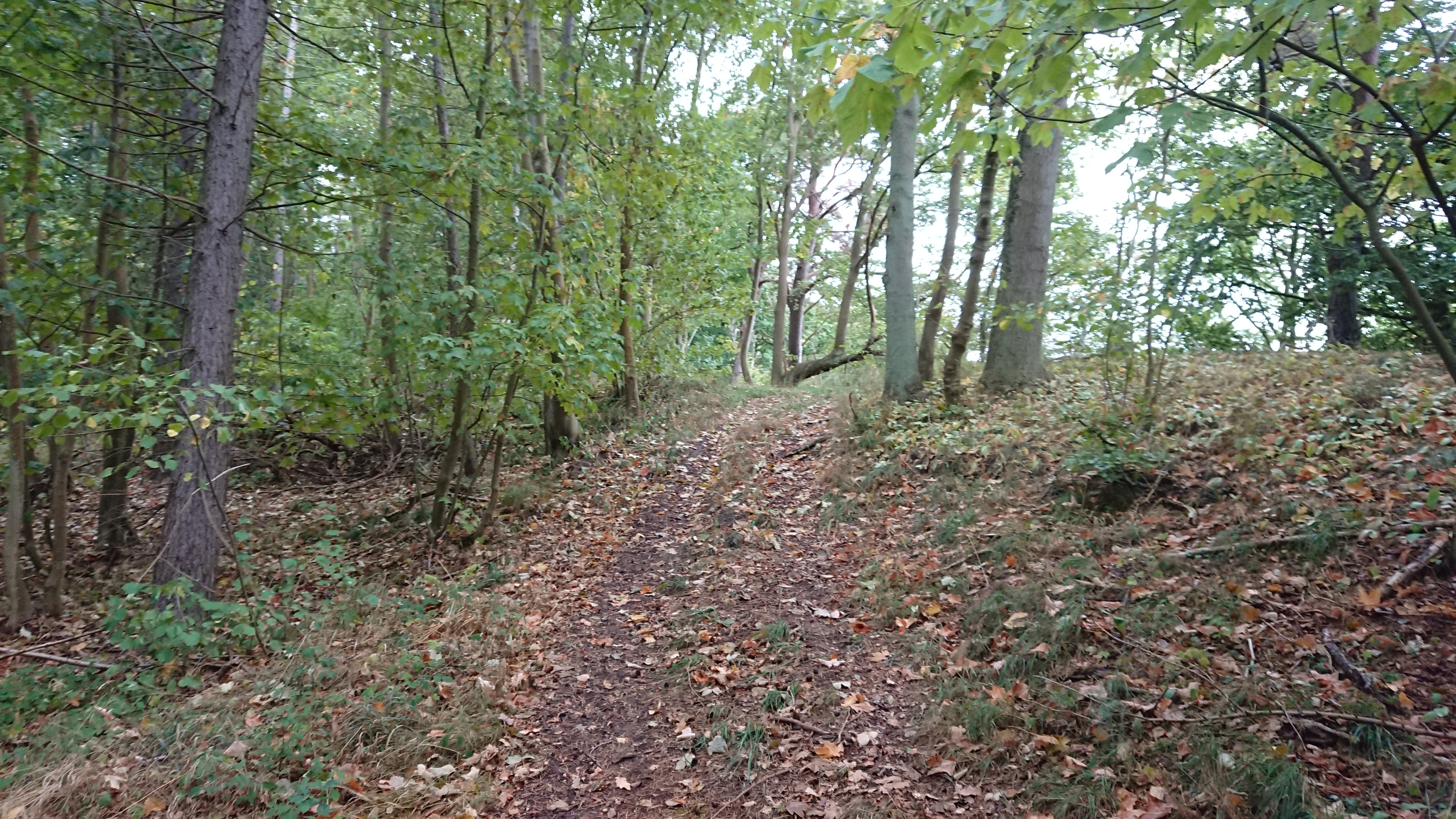
Südöstlicher Eingang am Uferweg, Blick Richtung Nordwesten, 2018
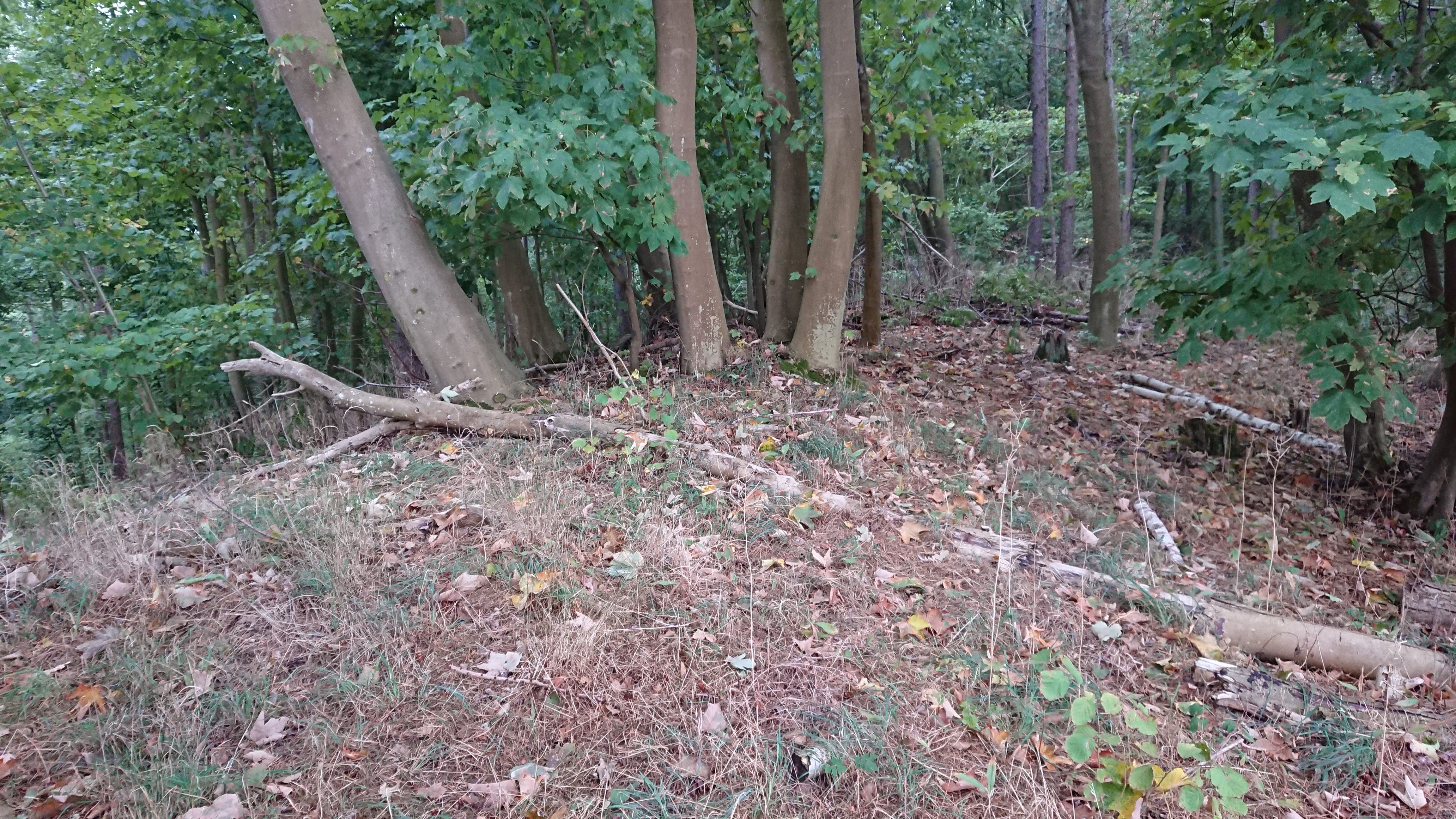
Südlicher Wall, Blick Richtung Westen vom südöstlichen Eingang, 2018
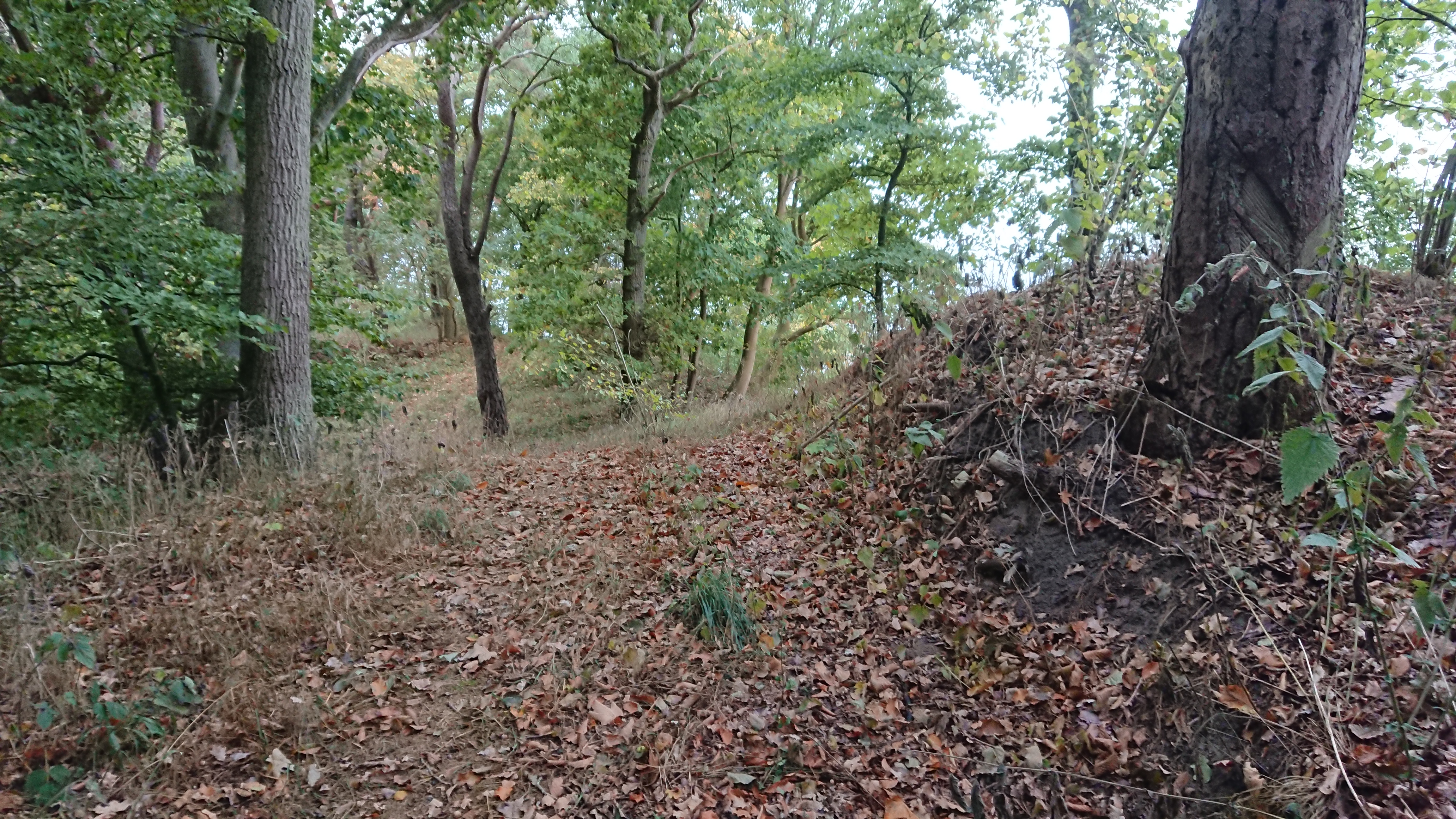
Nordwestlicher Eingang am Uferweg, Blick Richtung Nordwesten, 2018
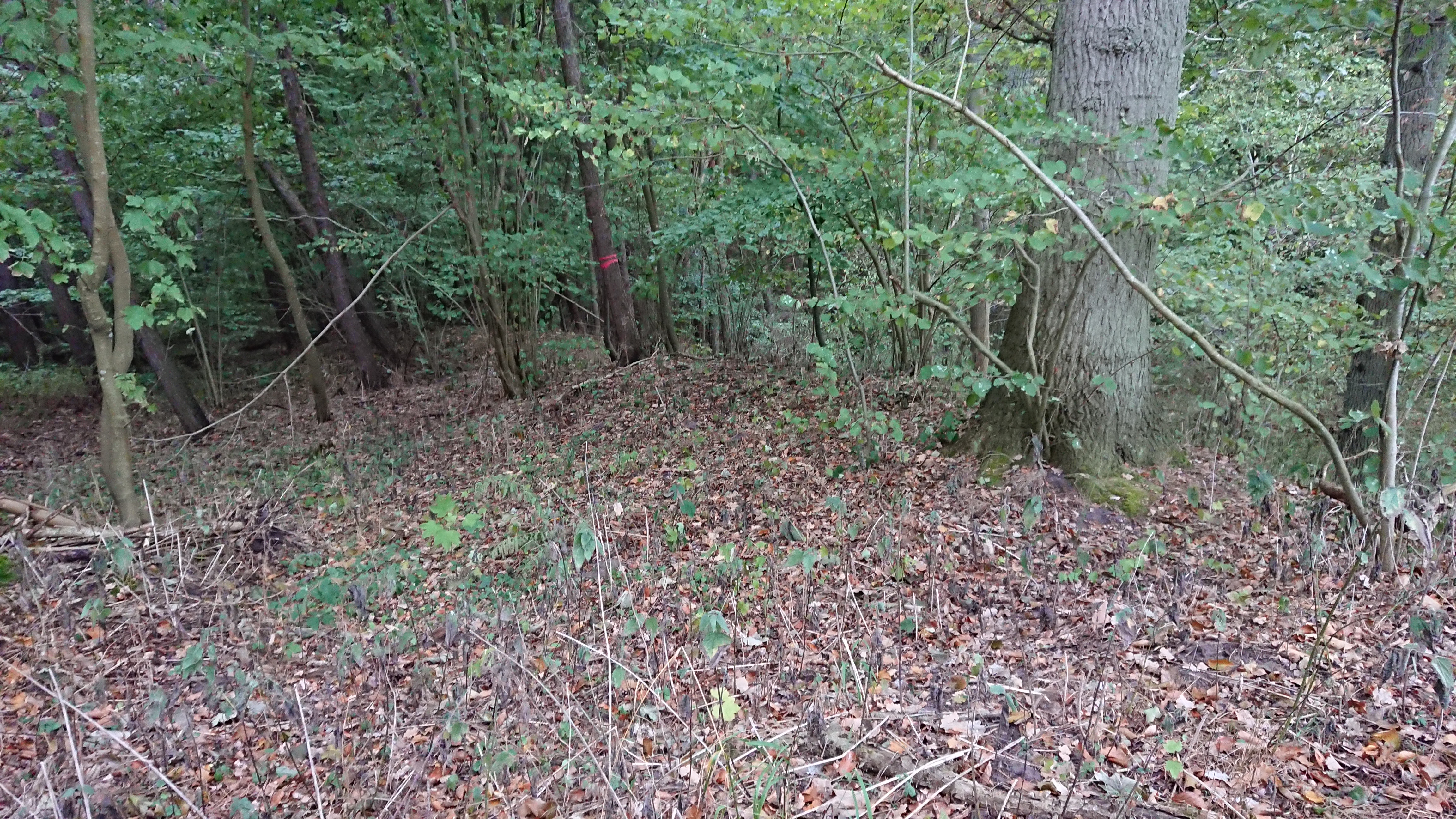
Nordwestlicher Wall am nordwestlichen Eingang, Blick Richtung Südwesten, 2018

## Geschichte
Um 1955 blieben Bemühungen zur Bestimmung des Alters der Anlage erfolglos. Aufgrund fehlender Funde wurde sogar der künstliche Ursprung der Anlage angezweifelt und eine Sicheldüne angenommen. Auch wurde in Verbindung mit dem Seehandelsplatz Ralswiek eine unvollendete Fluchtburg vermutet. Während weiterer Untersuchungen im Sommer 1983 wurden, wie in der bereits vorher untersuchten und 500 Meter südlich des Schlossberges liegenden Augustenhofer Niederung, steinzeitliche Feuersteinabschläge und -klingen der Ertebølle-Kultur bzw. Lietzow-Kultur gefunden. Mitglieder dieser mesolithischen Kultur hatten demnach zwischen 3800 und 3200 v. u. Z. das Gelände des Schlossberges begangen und/oder sich dort niedergelassen. Weiterhin wurde Brandschutt gefunden, der von ehemaligen Gebäuden oder Behausungen herrührte. Die Bestimmung der Proben mittels Radiokarbonmethode (C14-Datierung) ergab eine Nutzung der Anlage vom 3. Jh. u. Z. bis ins 10. Jh. u. Z. Der Wall war in Plankenwall-Schalenbauweise errichtet worden. Auf dem zwischen den Palisaden aufgeschütteten Wall verlief etwa mittig eine weitere Palisadenwand. Die Anlage wurde abgebrannt. Aufgrund des vorhandenen Erdmaterials wird die ehemalige Wallhöhe ohne Palisaden mit etwa 2–2,5 Meter angenommen. Der Vorderfront des Walls vorgelagert war eine 4–5 Meter breite Berme, die durch eine Böschungssicherung aus Holz gehalten wurde. Die verhältnismäßig niedrige Höhe ist in Verbindung mit dem zum Teil abfallenden Gelände zu erklären. Im Nordwesten, wo sich vor dem Wall ein Plateau befindet, war die Wallaufschüttung mächtiger.
Die am Wall verwendete Schalenbauweise fand verbreitet Anwendung im frühen Mittelalter, im provinzialrömischen, im fränkischen, im ostslawisch-baltischen, sowie im sorbischen Gebiet an Elbe und Saale. Wenn auch Gebäudereste gefunden wurden, ist eine Dauernutzung des Burgwalles, auch aufgrund spärlicher Keramikfunde, eher unwahrscheinlich. Dagegen ist eine Siedlung am Hang möglich, wie sie z. B. in Helgö im Mälargebiet in Schweden nachgewiesen wurde. Die gefundenen Keramikreste wie auch das Erscheinungsbild des Tores sind vorslawisch. Diese Datierung, wie auch die in der nahe gelegenen Augustenhofer Niederung durchgeführte Pollenanalyse, deutet auf eine Entstehung des Schlossberges spätestens im 5. oder 6. Jahrhundert u. Z. hin. Sehr wahrscheinlich ist die Anlage zur Kontrolle der ehemals hier vorhandenen Meerenge zwischen Großem und Kleinem Jasmunder Bodden errichtet worden. Nach Herrmann könnte es sich beim Schlossberg um eine germanische Wallanlage der Rugier aus der Völkerwanderungszeit handeln. Neuere Erkenntnisse machen diese Theorie hingegen eher unwahrscheinlich. Aufgrund einer unmittelbar westlich nachgewiesenen Siedlung aus der Epoche 1800–600 v. Chr. vermutet Knapp im Schlossberg eine bronzezeitliche Fluchtburg.